# Santo Antônio (kommun)
Santo Antônio är en kommun i Brasilien.   Den ligger i delstaten Rio Grande do Norte, i den östra delen av landet, 1 700 km nordost om huvudstaden Brasília. Antalet invånare är 22 214.
Följande samhällen finns i Santo Antônio:
- Santo Antônio

Omgivningarna runt Santo Antônio är huvudsakligen savann. Runt Santo Antônio är det ganska tätbefolkat, med 67 invånare per kvadratkilometer.